# David Salles
Pour les articles homonymes, voir Salles.
 (décembre 2024).
 (août 2022).
David Salles, né le 28 avril 1970 à Maisons-Alfort, est un acteur français.

## Biographie
D'abord comédien de théâtre et élève particulier du comédien Daniel Emilfork (La cité des enfants perdus), David Salles apparaît pour la première fois au cinéma dans le long métrage du dessinateur Pascal Rabaté : Les Petits Ruisseaux, aux côtés de Daniel Prévost. Nicolas Boukhrief sera également un des premiers à lui faire confiance dans Gardiens de l'ordre. En 2011, le grand public fait sa connaissance dans le film Case départ de Fabrice Éboué et Thomas N'Gijol où il incarne le personnage de Monsieur Henri. Puis, la même année, dans la série Bref sur Canal+, on le découvre dans le rôle du psy aux côtés de Kyan Khojandi.
En 2013, Mabrouk El Mechri lui confie le rôle du boucher Paul, dans la deuxième saison de la série Maison close sur Canal+, série qui se voit décerner le prix de la meilleure série française au Festival de la télévision de Monte-Carlo.
Avec le film Hors les murs de David Lambert, David monte pour la première fois les marches du 65e Festival de Cannes, puis il est nommé pour le prix du meilleur second rôle dans un long métrage lors du festival Jean-Carmet.
Il contribue au succès des collectifs Golden Moustache et Studio Bagel sur YouTube, durant les cinq premières années de leurs créations, avec des vidéos comme L'école de la pornographie, L'héritage, Le bureau des rêves, Le prof d'art, Clash d'Astéroïde, Papa Bad Buz, vidéos qui cumulent à ce jour[Quand ?] plus de 50 millions de vues.
Puis, il apparaît dans des séries remarquées telles que : Maison Close, Templeton, Dead Landes ou encore 3615 MONIQUE.
En 2014, il passe, pour la première fois, de l'autre côté de la caméra en tant que directeur artistique de la série La Petite Histoire de France produite par Jamel Debbouze, dont il devient ensuite réalisateur. Là, il fait la rencontre d’Alban Ivanov qui lui proposera de mettre en scène son premier spectacle : « Élément Perturbateur », puis le suivant : « Vedette 2.0 » (plus grosse vente de billets pour un spectacle en France en 2024).
Au cinéma, le visage de David devient familier du public. Il enchaîne les rôles dans les plus gros succès du box-office : Case départ, Babysitting, Guy, La Folle Histoire de Max et Léon, Challenger…
Désireux de continuer de pratiquer la direction d'acteurs et la réalisation, il accepte en 2025 la proposition de Frédéric Lopez qui s'apprête à réaliser son premier film Après la Fin, qu'il accompagnera tout au long du tournage et dont il coache, Louis Derungs, acteur principal du film qui apparait à l'écran pour la première fois.

## Filmographie

### Cinéma

#### Longs métrages
- 2010 : Les Petits Ruisseaux, de Pascal Rabaté : David
- 2010 : Gardiens de l'ordre, de Nicolas Boukhrief : Patrick
- 2011 : Ni à vendre ni à louer, de Pascal Rabaté : le VRP
- 2011 : Case départ, de Fabrice Éboué, Thomas N'Gijol et Lionel Steketee : M. Henri
- 2012 : Hors les murs, de David Lambert : Grégoire
- 2012 : Le Grand Soir de Gustave Kervern et Benoît Delépine : le guichetier banque
- 2013 : Malavita de Luc Besson : Giovanni
- 2014 : Babysitting, de Philippe Lacheau : Commissaire Laville
- 2014 : Qu'est-ce qu'on a fait au Bon Dieu ? de Philippe de Chauveron : le gendarme de Chinon
- 2014 : Du goudron et des plumes, de Pascal Rabaté : Olivier
- 2015 : Groland le gros métrage, de Jules-Édouard Moustic et Benoît Delépine : l'inspecteur en écologie
- 2016 : La Folle Histoire de Max et Léon, de Jonathan Barré : le client du bar à Mâcon
- 2017 : C'est tout pour moi, de Nawell Madani et Ludovic Colbeau-Justin : Pierre Durant
- 2018 : Le Doudou, de Philippe Mechelen et Julien Hervé (Prix du Jury au Festival de l'Alpes d'Huez) : Thierry
- 2018 : Guy, d'Alex Lutz : le clochard
- 2018 : Alad'2, de Lionel Steketee : le génie en chef
- 2018 : Tous les dieux du ciel, de Quarxx : Le père de Simon et Estelle
- 2019 : Walter, de Varante Soudjian : José Perez
- 2019 : Jusqu'ici tout va bien, de Mohamed Hamidi (Prix du Public au Festival de l'Alpes d'Huez) : Jean-Mi
- 2019 : Venise n'est pas en Italie, d'Ivan Calbérac : le motard
- 2019 : Inséparables de Varante Soudjian : Santi
- 2019 : Toute ressemblance…, de Michel Denisot : Docteur Godard
- 2020 : Une belle équipe, de Mohamed Hamidi : Louis
- 2022 : Les Sans-dents, de Pascal Rabaté : Ficelle
- 2023 : Bonne Conduite, de Jonathan Barré : Bellec nerveux
- 2023 : Chasse gardée, de Frédéric Forestier : Denis, l'acheteur
- 2024 : 14 Jours pour aller mieux,, d'Édouard Pluvieux : Serge
- 2024 : Challenger, de Varante Soudjian : Moreno
- 2025 : Doux Jésus de Frédéric Quiring : Père Benoît

#### Courts métrages
- 2004 : Cet homme, de Philippe Latour
- 2008 : Petits Bouts de ficelles, de Fred Testot
- 2010 : Ya Basta, de Gustave Kervern
- 2010 : Fan Kleub, d'Eliane Gallet
- 2012 : Love Race, de Julien Ansault
- 2015 : Le Bout du Tunnel, de Grand Corps Malade et Medhi Idir
- 2018 : Cocu, de Pierre Amstutz Roch
- 2018 : Pôle Enfance, de Nicolas Réau (pour l'association "Action Enfance")
- 2019 : Tout se mérite, de Pierre Amstutz-Roch
- 2019 : Paradise, de Pablo Guirado
- 2020 : Arrie et Petus, de Matthias Castegnaro (Collection Replay / ARTE) - Sélection Festival CanneSéries
- 2021 : Après la peau, d'Hugo Dao
- 2021 : Catarina, de Pierre Amstutz-Roch

### Télévision

#### Séries télévisées
- 2011 : Bref, de Kyan Khojandi et Bruno Muschio
- 2012 : Service après-vente des émissions d'Omar et Fred
- 2013 : Maison close de Mabrouk El Mechri et Jérôme Cornuau
- 2014 : Lazy Company de Samuel Bodin et Alexandre Philip (saison 2)
- 2015 : Templeton de Stefen Cafiero
- 2015 : Le Secret des balls de Slimane-Baptiste Berhoun (Frenchnerd)
- 2015 : Ma Pire Angoisse de Romain Lancry et Vladimir Rodionov (épisode La Menace)
- 2015 : La Folle soirée du Palmashow 2 de Jonathan Barré
- depuis 2015 : La Petite Histoire de France : David Salles (depuis la saison 1)
- 2017 : Dead Landes de François Descraques et François Uzan
- 2017 : Section de recherches de Steven Bawol et Dominique Lancelot (saison 11 - ép. 7)
- 2018 : Les Emmerdeurs de Morgan Dalibert
- 2019 : Calls de Timothée Hochet (saison 2 - ép. 7)
- 2020 : Migraine de Roman Frayssinet (épisode L'accoudoir)
- 2020-2022 : 3615 Monique de Simon Bouisson
- 2023 : Pamela Rose, la série de Ludovic Colbeau-Justin
- 2024 : Nos meilleures années de Baya Rehaz, Guy Lecluyse et Maxime Potherat

#### Téléfilms
- 2015 : Groland Le Gros Métrage, de Benoît Delépine et Jules-Édouard Moustic
- 2016 : Mallory de François Guérin
- 2018 : Mystère à l'Élysée, de Renaud Bertrand
- 2025 : Bêtes de Flic, de Slimane-Baptiste Berhoun
- 2026 : Après la fin de Frédéric Lopez (réalisé avec la collaboration artistique de David Salles)
- 2026 : Bêtes de flic de Slimane-Baptiste Berhoun : Boris

### Web séries
- 2013 : La F.A.P, de FloBer (Golden Moustache)
- 2013 : L'Héritage, de Najar & Perrot (Golden Moustache)
- 2014 : Le Bureau des Rêves, de FloBer (Golden Moustache)
- 2014 : Christmas, de FloBer (Golden Moustache)
- 2015 : Objectif Million : 800 000 Fans. J'épouse une Fan, de Ludovik
- 2015 : On reste amis, de FloBer (Golden Moustache)
- 2016 : Objectif Million : 1 000 000 Fans, de Ludovik
- 2016 : Le Prof d'Art, de Théodore Bonnet (Studio Bagel)
- 2016 : Le Secret des balls, de Slimane-Baptiste Berhoun (Frenchball)
- 2016 : Clash d'Astéroïde, de Théodore Bonnet (Studio Bagel)
- 2017 : La capote, d'Amaury et Quentin
- 2017 : Papa Bad Buz d'Arthur Laloux (Golden Moustache)
- 2018 : Les bonnes résolutions, d'Amaury et Quentin
- 2018 : Recette du troisième type, de Fabien Cavalerie (Golden Moustache)
- 2020 : La fabuleuse histoire (méconnue) d'Alice Guy, d'Aude Gogny-Goubert
- 2024 : Idiotopia de Mehdi Gatao
- 2024 : Les couples c’est que des concessions ? De et avec Esteban Vial
- 2025 : Le Cadeau. (Contre-Soirée) de Jérèmy Barrière et Boris Baroux (Studio Coquillettes)

## Théâtre
- 2002 : Trois Saisons en Enfer, de Normandie-Niemen
- 2005 : Concorde-concorde, de Valentine Anglarès
- 2011 : La Pitié dangereuse, de Stefan Zweig, (adaptation d'Elodie Menant), Mise en scène de Stéphane Olivié-Bisson
- 2021 : Douce France de Stéphane Olivié-Bisson et David Salles, théâtre Tristan Bernard

### Seul en scène
- 2000 : On est tous Salles, premier one-man-show écrit et mis en scène par David Salles. 1er Prix du festival des jeunes créateurs de Tignes présidé par Bambou.
- 2003 : Tous ego, de et avec David Salles. Prix de la Presse et des Professionnels du festival international de Puy-Saint-Vincent, Grand Prix du Festival National des Humoristes à Tournon, 1er prix au festival « Les Éclats de rire » de Marseille.
- 2011-2012 : Première partie de la tournée du spectacle de Fabrice Éboué (de novembre 2011 à février 2012).
- 2014-2015 : David Salles pète les plombs de et avec David Salles. + de 300 dates dans toute la France.
- 2024-2025 : Première partie de Alban Ivanov. (Tournée Zéniths & Arenas)
- 2026 : NOUVEAU SPECTACLE EN PREPARATION !

### Mise en scène
- 2010 : mise en scène du spectacle de Fabrice Eboué : Faites entrer Fabrice Eboué.
- 2015 : mise en scène du spectacle d'Alban Ivanov : Élément perturbateur.
- 2019 : mise en scène du spectacle de Julie Bargeton : Woman is coming.
- 2020 : mise en scène de la Troupe du Jamel Comedy Club, saison 10, composée de Paul Mirabel, Pierre Thévenoux, Ayoub Marceau, Doully, Samuel Bambi, Rey Mendes, Félix Dhjan.
- 2020 : mise en scène du spectacle d'Alex Jaffray : Les Sons d'Alex. Grand Prix de l'humour de la SACEM 2022.
- 2021 : mise en scène du spectacle de Stéphane Olivié-Bisson et David Salles : Douce France.
- 2022-2024-2025 : mise en scène du spectacle d'Alban Ivanov : Vedette.
- 2024 : mise en scène du spectacle de Ragnar le Breton : "HEUSS !!!" et "LIBERTES".
- 2025 : mise en scène du spectacle de Meryem Benoua : « REFLET »

## Réalisation (& Direction artistique)
- 2015 : La Petite Histoire de France, saison 1
- 2016 : La Petite Histoire de France, saison 2
- 2017 : La Petite Histoire de France, Le Prime, saison 3
- 2021 : La Petite Histoire de France, saison 4
- 2023 : La Petite Histoire de France, saison 5
- 2025 : La Petite Histoire de France, Saison 6
- 2025: Après la fin, de Frédéric Lopez (avec la collaboration artistique de David Salles)

## Documentaires / voix
- 2005 : Les Touaregs en sursis, de Guth Joly. Voix narrative : David Salles
- 2008 : Résister, toujours… de Franck Pavloff : Voix narrative : David Salles
- 2007 : Tchékhov, un écrivain au bagne, de Laurent Galmot (inspiré de l'œuvre d'Anton Tchekhov : L'Île de Sakhaline). Voix narrative : David Salles
- 2010 : Les Soliloques du pauvre, de Jehan-Rictus. Sur une idée originale de David Salles. Sons Voyageurs.
- 2017 : Allons enfants, Portraits d'une jeunesse qui se bouge de Basile Roze, Cédric Leprettre et Arthur Laloux
- 2022 : De Profundis de Franck Gombert

## Radio
- 2012 - 2013 La Lettre de David Salles dans l'émission On va tous y passer, de Frédéric Lopez (France Inter).